# 重松象平
重松象平（英語：Shohei Shigematsu, 1973年—）是一位日本建筑师。

## 生平
1973年年出生于日本福冈县，1996年毕业于九州大学工学部建築学科。1998年加入大都會建築事務所。后成为公司合伙人兼任纽约办事处主任。此外还担任哈佛大学和康奈尔大学教师。

## 作品
- 惠特尼美国艺术博物馆扩展计划
- 中央广播电视总台光华路办公区
- 虎之门之丘车站大厦